# Filmperler for de mindste
|  | Denne artikel er oprettet af botten Steenthbot ud fra en ekstern database. Den kan derfor have sproglige fejl eller mangler. Denne skabelon kan fjernes efter kontrol af indholdet. |

Filmperler for de mindste er en dansk kortfilm fra 2007.

## Handling
6 små klassiske børnefilm:
- Op med humøret
- Lille far
- Hænderne op
- Mis med de blå øjne
- Aben Osvald
- Røde øre[1]